# Cvi Jehuda Kook
Rabi Cvi Jehuda Kook (hebrejsky צבי יהודה קוק‎; 23. dubna 1891 – 9. března 1982) byl ortodoxní rabín, jenž se stal vedoucí osobností náboženského sionismu a je považován za duchovního otce radikálně pravicového politického osadnického hnutí Guš emunim, jež založili jeho studenti v roce 1974. Od roku 1951 až do své smrti působil jako roš ješiva v jeruzalémské ješivě Merkaz ha-rav, která byla založena jeho otcem, rabínem Abrahamem Kookem.

## Biografie
C. J. Kook se narodil v Žeimelisu (Ruské impérium, dnes Litva), kde byl jeho otec rabínem. Roku 1904 se rodina přestěhovala do Jaffy a od roku 1906 studoval na prestižních jeruzalémských ješivách. Také studoval v německém Halberstadtu, na ješivě i na univerzitě (filozofii).
Od roku 1952 do své smrti vedl ješivu Merkaz ha-rav.